# Mpholonjeni
Mpholonjeni là một inkhundla của Eswatini, nằm ở vùng Lubombo. Vào năm 2007, dân số của nó là 20.563 người. 